# Iridosornis reinhardti
Iridosornis reinhardti là một loài chim trong họ Thraupidae.

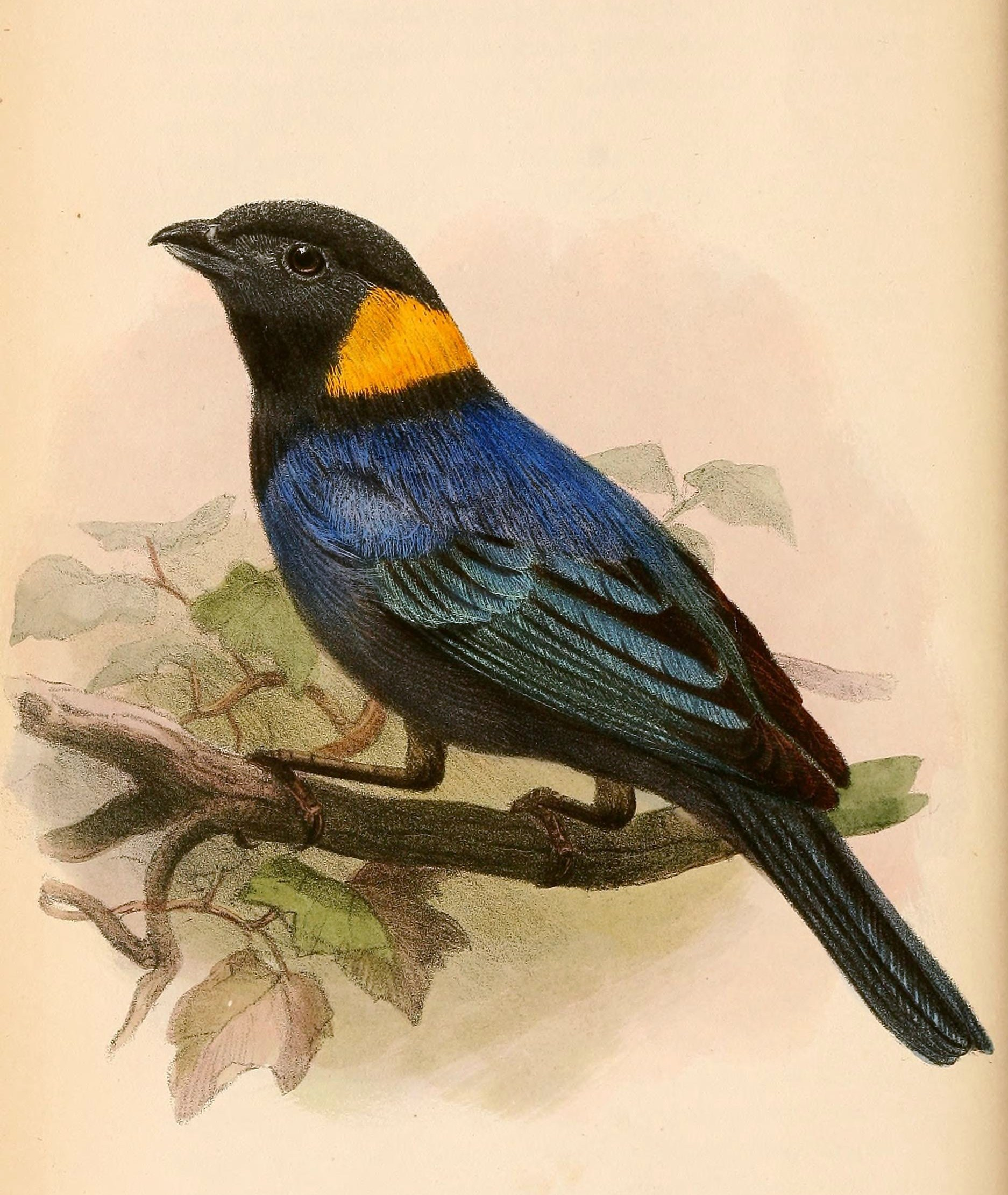